# Elaine Thompson-Herah
Elaine Thompson-Herah (Kingston, 1992. június 28. –) jamaicai olimpiai és világbajnok atléta.
Ő az első női atléta, aki két egymást követő olimpián a 100 és 200 méteres síkfutást is meg tudta nyerni. Rajta kívül a férfiak között is csak honfitársa, Usain Bolt volt képes erre.

## Élete
Elaine Thompson-Herah Jamaica egyik legszegényebb részéről, Banana Groundból származik. Hét hónapos korában nagyanyja gondozásába került.

## Pályafutása
Középiskolás korában nem ért el kiemelkedő sikert, legjobb ideje a középiskolás bajnokságon 12,01, amivel negyedik lett. Utolsó évében az edzői stábbal fennálló konflikutsa miatt nem engedték versenyezni. A műszaki egyetemen töltött évei alatt edzője, Stephen Francis irányításával időeredményei jelentősen javulni kezdtek. A 2013-as közép-amerikai bajnokságon a 4 × 100 méteres váltó első futójaként aranyérmet szerzett 43,58-as idővel. Részt vett a 2014-es Nemzetközösségi játékokon, a 4 × 100 méteres váltófutás előfutamában 42,44-es idővel nyerte futamát a jamaicai csapat. A  döntőben Thompson helyét Schillonie Calvert vette át a csapatban, amely megnyerte a bajnokságot.
A nagy áttörést 2015-ben érte el, amikor először sikerült 11 másodpercen belül teljesítenie a 100 méteres távot, az egyetemi bajnokságot 10,92-es idővel nyerte áprilisban, ami akkor az év legjobb idejének számított. Bő egy hónappal később ezt az egyéni csúcsát tovább javíotta 10,84-es idővel. Júniusban az országos bajnokságon csak 200 méteren állt rajthoz, amelyet 22,51-es idővel megnyert. Edzője azzal indokolta döntését, hogy Thompson gyenge rajtja miatt 200 méteren jobban tud teljesíteni. A bajnoki címet 22,51-es idővel megszerezte, és ezzel kvalifikálta magát a világbajnokságra. A pekingi világbajnokságon 21,66-os időt futott a döntőben, ami gyorsabb volt a korábbi világbajnoki rekordnál, de így is csak második tudott lenni a holland Dafne Schippers mögött.
2016 júliusában a 100 méteres síkfutás országos bajnokság döntőjében tovább javította egyéni legjobbját 10,70 másodpercre. Bő egy hónappal később a pekingi olimpia döntőjében 10,71-es idővel olimpiai bajnok lett 100 méteren, majd 21,78-as idővel Dafne Schipperst megelőzve 200 méteren is. Harmadik érmét erről az olimpiáról, egy ezüstöt a 4 × 100 méteres váltó tagjaként szerezte.
2017 áprilisában az IAAF World Relays versenyen az új országos csúccsal, 1:29,04-es idővel győztes csapat tagja volt. Az augusztusban rendezett londoni világbajnokság döntőjében 100 méteren 10,98-as idővel ötödik helyezett lett. 2018-tól Achilles-ín problémmákkal küzd, egyre többször hátráltatja verseny közben is a fájdalom. A 2019-es pánamerikai játékokon a 100 méteres távon 11,18-as idővel lett aranyérmes. A 2019-es világbajnokságon Dohában 10,93-as idővel negyedik lett 100 méteren, a 200 méteres távon pedig az elődöntőben Achilles-ín sérülés miatt nem állt rajthoz.
2021 nyarán a jamaicai országos bajnokság előtti hetekben újra fájdalom jelentkezett lábában, végül rajthoz tudott állni az olimpiára is kvalifikáló versenyen és mindkét számában 100 és 200 méteren is harmadik helyezett lett, ezzel biztosítva helyét az olimpián. Az olimpia előtti utolsó versenyén, Székesfehérváron a Gyulai István Memorial versenyen 1 századmásodpercre megközelítette 2016-ban futott saját egyéni csúcsát, 10,71-es idővel nyerte a 100 méteres számot. A 2021-re halasztott tokiói olimpián 100 méteren az 1988 óta fennálló Florence Griffith Joyner olimpiai csúcsát megdöntve, 10,61-es idővel nyerte a versenyt két honfitársa, Shelly-Ann Fraser-Pryce és Shericka Jackson előtt. Ez az idő a világ valaha volt második legjobb ideje. A 200 méteres távon megfutotta ugyanazt az időt, ami 2015 óta a saját egyéni legjobbja: 21,66-ot. A döntőben pedig új egyéni csúccsal, 21,53-as idővel lett olimpiai bajnok. Ezzel a női versenyzők között ő lett az egyetlen, aki két egymást követő olimpián is megnyerte a 100 és 200 méteres számot. A 4 × 100 méteres váltófutásban tagja volt az új országos csúccsal győztes jamaicai csapatnak.
Az olimpia után Eugene-ben megjavította saját legjobbját 100 méteren, így a 10,54-es idő lett minden idők második legjobb ideje a nők között.

## Egyéni legjobbjai
Szabadtéri rövidtávfutás
| Táv           | Eredmény | Helyszín                          | Időpont             |
| ------------- | -------- | --------------------------------- | ------------------- |
| 60 m          | 7,02     | Kingston, Jamaica                 | 2017. január 28.    |
| 100 m         | 10,54    | Eugene, Amerikai Egyesült Államok | 2021. augusztus 21. |
| 200 m         | 21,53    | Tokió, Japán                      | 2021. augusztus 3.  |
| 4×100 m váltó | 41,02    | Tokió, Japán                      | 2021. augusztus 6.  |
| 4×200 m váltó | 1:29,04  | Nassau, Bahama-szigetek           | 2017. április 22.   |

Fedettpályás rövidtávfutás
| Táv  | Eredmény | Helyszín                       | Időpont           |
| ---- | -------- | ------------------------------ | ----------------- |
| 60 m | 6,98     | Birmingham, Egyesült Királyság | 2017. február 18. |